# Ali Akman
Ali Akman (ur. 18 kwietnia 2002 w Bursa) – turecki piłkarz występujący na pozycji napastnika w holenderskim klubie NEC Nijmegen oraz w reprezentacji Turcji do lat 21. Wychowanek İnegölsporu, w trakcie swojej kariery grał także w takich zespołach, jak Bursaspor oraz Eintracht Frankfurt. Bratanek Ayhana Akmana, 22-krotnego reprezentanta Turcji.